# Señorío de Juchipila

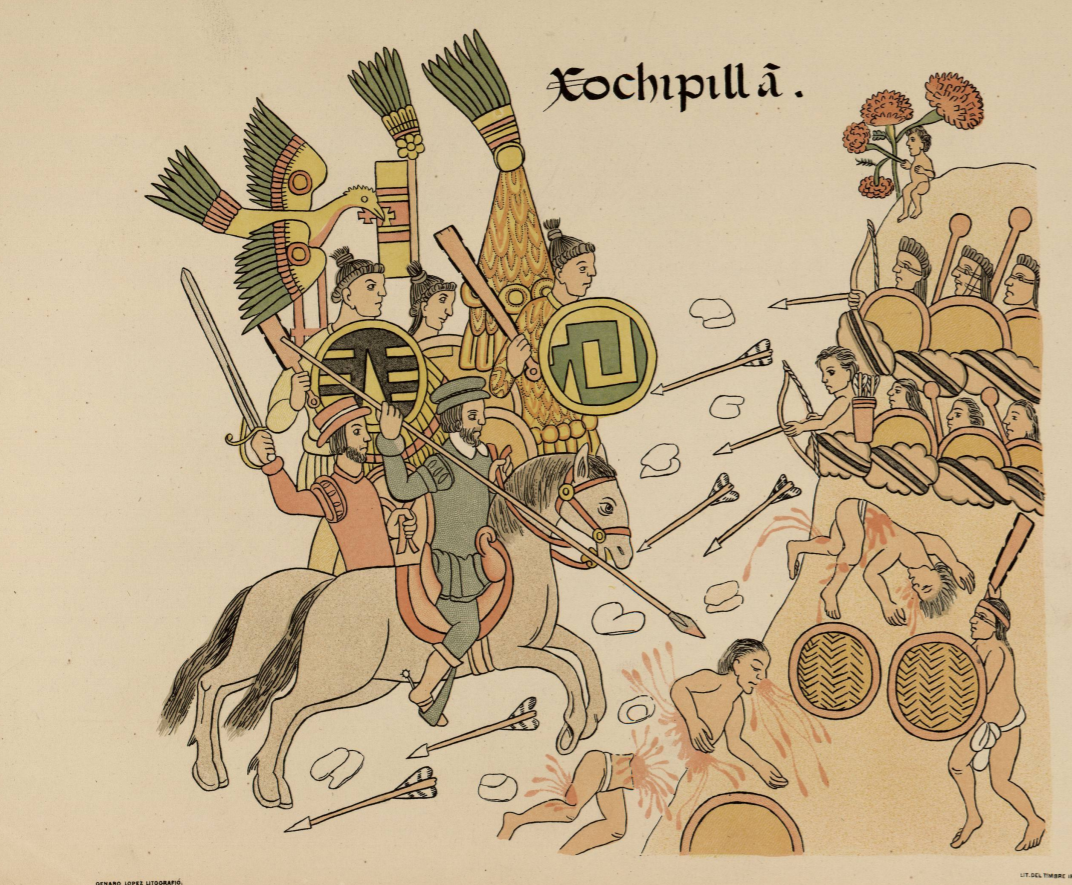
Conquista de Xochipilla representado en el Lienzo de Tlaxcala.

El Señorío de Juchipila (Del Caxcan: Xuchipilan (ST:Xuchit=Flor, AJ:Pili=noble, LC:-lan) "Lugar de los nobles floridos" o quiza puede significar "Lugar de xochipilli")? fue un estado mesoamericano perteneciente a la cultura del occidente mexicano, floreció en el posclásico tardío. Colindaba al norte con los zacatecos, al sur con los tecuexes, al este con el Señorío de Nochistlan y al oeste con el Señorío de Tlaltenango, abarcaba desde Mecatabasco al norte hasta Moyahua al sur, ambos en Zacatecas.  Sus orígenes se remontan al siglo X cuando los caxcanes se asentaron en el valle de juchipila y fundaron una serie de cacicazgos semejantes a las polis (ciudad-estado) griegas (altepetl); con el tiempo las más fuertes absorbieron a las débiles quedando hacia el siglo XV solo un cuarteto de estas. Xuchipillan fue el más extenso de estos estados caxcanes.
Fue conquistada por Nuño de Guzmán con un ejército de tlaxcaltecas en 1530, después de la derrota de Xicconecan. Su último gobernante fue Xiutecutli, también denominado  Xiutleque, guerrero que fue derrotado en la guerra del Mixton en 1541 por Antonio de Mendoza.

## Historia

### Primeros asentamientos
Probablemente desde hace aproximadamente 8 mil años llegaron al valle sus primeros habitantes, sin embargo esta historia tan arcaica es desconocida incluso para los especialistas. Se conoce la historia de una manera detallada aproximadamente desde el siglo II, tiempo cuando es fundada la ciudad de Juchipila Antigua, cuya cultura tuvo auge durante todo el periodo clásico mesoamericano, abarcando toda la región, aunque se especula que en sus inicios perteneciera a los dominios nahuas en la zona o bien, al reino tezol. A pesar de su larga hegemonía en la zona, Juchipila Antigua declinó y hacia principios del posclásico era solo una pequeña aldea de seminómadas; se desconoce la causa del colapso pero la mayoría de los investigadores citan entre otras causas a la desertificación y la desunión cultural de sus habitantes.

### Fundación y expansión
Hacia el siglo XII, oleadas de inmigrantes del oeste y norte comenzaron a llegar a la zona y le dieron vida nuevamente a Tetlan, nombre con el que se conocía a la Juchipila Antigua, dando lugar a un nuevo florecimiento y materializándose en la capital de un señorío que se extendió a lo largo y ancho del valle de Juchipila. Se desconoce la fecha exacta de su fundación, al igual que el nombre de todos sus gobernantes, sin embargo representó una gran influencia comercial y cultural en la región.

### Conquista
Artículo principal: Guerra del Mixtón
Después de derrotar al señorío vecino de Xicconecan llamado Apulco por los tlaxcaltecas, el ejército de Nuño de Guzman marchó hacia Tetan, capital de Xochipilla, derrotando a sus defensores. En los 10 años siguientes se estableció una República de Indios en la región y los hispanos impusieron encomenderos en sus poblados. En 1541 empieza la revuelta conocida como Guerra del Mixtón en la que caxcanes y zacatecos se rebelan contra este orden establecido.
Después de sucedida la guerra del Mixtón, la población se había refugiado en la sierra, las ciudades estaban completamente en ruinas y los xuchipiltecas derrotados,  virrey Antonio de Mendoza dicto la sentencia de que se exterminara a cualquier sobreviviente que se encontrara en la zona, al tiempo que los frailes franciscanos Antonio de Segovia y Miguel de Bolonia intercedieron por ellos, suplicándole al virrey que les permitiera bajar del cerro, que ellos se encargarían de dicha encomienda, y así fue, el 20 de enero de 1542 se funda la villa de Juchipila con 6 mil caxcanes sobrevivientes.

## Política y organización militar
El señorío de Juchipila tenía como capital a la ciudad de Tetlán, se dividía políticamente en varios huey altepetl (Territorios tributarios), entre los más conocidos destacan Apotzolco, Xalpan, Ahuanochco, Metahuatzco, Apcolco, Mizquititlan y Tepechitlan, la mayoría ubicados en el valle del río juchipila. 
| Estado tributario | Último gobernante |
| ----------------- | ----------------- |
| Tuitán            |                   |
| Tayahua           |                   |
| Mecatauatzco      | Huanoch?          |
| Ahuanochco        | Huataca           |
| Xalpa             | Petacal           |
| Apotzol           |                   |
| Tepechitlan       |                   |
| Moyahuan          |                   |
| Cuxpallan         |                   |
| Metzquititollan   |                   |

El gobierno central del pueblo se basaba en un consejo de ancianos (Hueuehtlahtolli), éstos se hacían cargo de la justicia, así como de aconsejar al tlatoani (líder), éste a su vez era el encargado de ordenar y coordinar lo planeado, así como de encabezar las declaraciones populares (Tlatol) y secundar al líder militar.
Básicamente el Hueuehtlahtolli era el encargado de las tareas logísticas y de planear las futuras acciones del gobierno y el líder militar en cambio, entrenaba a la milicia y planeaba la táctica de guerra.

### Relaciones exteriores
Según las evidencias históricas su principal aliado fue el señorío de Nochistlan, señorío ubicado al este, dentro del valle del mismo nombre; ya que en la época de la conquista el líder de Nochistlan (Tenamaxtle) formó coalición con Xiuhtecutli para frenar el avance de los españoles, en cambio con el reino de Tezotl no hubo alianza alguna ya que éste enfrentó a los españoles independientemente y antes de la guerra del Mixtón.